# Diesel (tøjfirma)
 Denne artikel omhandler et tøjmærke. Opslagsordet har også en anden betydning, se Diesel.
Diesel er et italiensk tøjmærke, der blev etableret i 1978 af Renzo Rosso, og hører hjemme i Molvena i det nordlige Italien. Visionen var, at denim skulle gå fra at være arbejdstøj til en luksuriøs beklædning. I 1979 blev herrekollektion lanceret, og med en lancering af en kvindelig kollektion i 1989 blev Diesel ved med at vokse sig større. Diesel er specielt kendt for deres måde at gribe reklameverdenen an på. Der er både ironi og oprør med normer at spore.
i 1995 åbnede Diesel deres online webshop, og blev dermed det første mode brand til at gå den vej.

## Ekstern henvisning
- Wikimedia Commons har flere filer relateret til Diesel (tøjfirma)
- Diesels hjemmeside Arkiveret 18. april 2010 hos  Wayback Machine (engelsk)